# Baltazar Gavilán

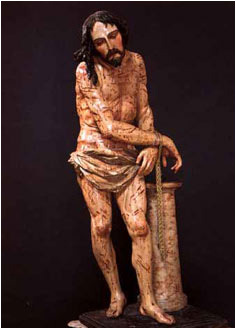
Cristo de la Columna, atribuido a Gavilán. Iglesia de San Agustín, Lima.

Baltazar Gavilán (p. m. siglo XVIII–s. m. siglo XVIII) fue un escultor peruano, que desarrolló su arte en Lima, que por entonces era la capital del Virreinato del Perú.
Son escasos sus datos biográficos que se conservan, la mayoría con visos legendarios. Posiblemente fue mestizo y natural de Lima; se afirma también que fue hermano de la orden agustina.

## Obras
Se desconoce la fecha exacta de su nacimiento. Se le atribuye la autoría de diversas imágenes religiosas, algunas de las cuales se conservan aún en las iglesias limeñas. Por ejemplo, para el Convento de San Francisco esculpió una Virgen Dolorosa, un Niño Jesús, los Tres Reyes Magos y otros personajes de la Natividad, todo entre 1734 y 1738. También se le atribuye un Cristo de la Columna (conservado en la Iglesia de San Agustín). Pero, indudablemente, su obra sacra más célebre y aplaudida es su estatua de La Muerte, tallada en madera, que representa un esqueleto semimomificado, que sostiene en sus brazos un arco distendido en el que coloca una flecha a punto de ser disparada. Tiene un sorprendente realismo tétrico. Se trata de un simbolismo de la muerte, pero con influjo americano, ya que en vez de la clásica guadaña, la alegoría se vale del arco y la flecha. Dicha estatua solía ser paseada durante la procesión de Semana Santa del Convento de San Agustín y aún puede admirarse en la antesacristía de dicha iglesia. Se trata, indudablemente de la mejor creación de la escultura lugubrista de la América colonial.
Otra de sus obras célebres es una estatua ecuestre del rey Felipe V de España, que fue la primera estatua de bronce que se hizo en América, siendo colocada en la parte alta del Arco del Puente sobre el río Rímac (1738). Lamentablemente, esta estatua se desplomó a consecuencia del pavoroso terremoto del 28 de octubre de 1746, destruyéndose y quedando sus restos esparcidos. Por coincidencia, ello ocurrió poco antes de que se conociera en Lima la noticia del fallecimiento de dicho monarca (ocurrido en julio del mismo año).
Gavilán esculpió también retratos de personajes coloniales en madera policromada, como el busto del I marqués de Casa Concha para el templo de San Agustín (que no se conserva) y el del III conde de Santa Ana de las Torres (que todavía exorna la capilla de Santa Ana en la Catedral de Lima). Se desconoce la fecha exacta de su fallecimiento.

## La Leyenda
Es el célebre escritor peruano Ricardo Palma quien, en dos de sus tradiciones, recoge (o quizás inventa) algunos sucesos legendarios en torno a la vida de este escultor. Señala que sus dos obras más famosas (la Estatua de Felipe V y La Muerte) están vinculadas con su existencia, pues una le salvó la vida y la otra le ocasionó la muerte. De acuerdo al ilustre tradicionista, Gavilán se refugió en el Convento de San Francisco, evadiendo a la justicia que le perseguía por haber cometido un delito, el cual consistía en haber mutilado las trenzas a una dama, en represalia por no haber sido correspondido en sus afanes amorosos. Para distraer su ocio, se inició en la escultura, en la que pronto destacó, propagándose su fama de artista en toda la ciudad. Permaneció refugiado en el convento hasta 1738, año en el que el virrey marqués de Villagarcía accedió perdonarle, con la condición de que hiciera una estatua ecuestre del rey Felipe V, la misma que, como ya dijimos, quedaría destruida durante el terremoto de 1746. Esta sería la estatua que le “salvó la vida”. Y la escultura que, según la misma leyenda, le arrebataría la vida, sería la consabida imagen de La Muerte. Tal era la fuerza expresiva de esta escultura que una noche que Gavilán entraba a su aposento, donde la tenía guardada, sufrió tamaño susto, a tal punto que se desvaneció y no volvió a levantarse. Ello posiblemente sucedió hacia el año de 1753.
Son dos las tradiciones donde Palma desenvuelve estos episodios legendarios sobre Gavilán: "La trenza de sus cabellos" -ambientada entre los años 1734 y 1738- y "De cómo una escultura dio la muerte al escultor" -situada en 1753.